# Alseis latifolia
Alseis latifolia är en måreväxtart som beskrevs av Henry Allan Gleason. Alseis latifolia ingår i släktet Alseis och familjen måreväxter. Inga underarter finns listade i Catalogue of Life.